# Апракос
Апракос (від грец. άπραξία не-робочий, святковий) — різновид Євангелія або Апостола, інакше іменований «Тижневий Євангелієм (Апостолом)» або «Богослужбовим Євангелієм (Апостолом)», в якій текст організований не в природному порядку книг, а календарно, згідно з тижневими церковними читаннями, починаючи зі Святої (пасхальної) неділі. Зокрема, текст євангелій-апракосів починається першою главою Євангелія від Івана, а не від Матвія, як прийнято в звичайних Чотириєвангеліях. Апракосами є багато найдавніших слов'янських євангельських рукописів: Зографське євангеліє, Остромирове євангеліє і деякі інші.
У сучасній практиці ані Православної Церкви, ані старообрядницьких церков апракоси не вживаються. Як у богослужбовому Євангелії, так і в Апостолі тексти слідують в природному порядку.
У новітній літературі іноді протиставляються православні та католицькі варіанти подібних книг; при цьому назва «євангеліє-апракос» зберігається за текстами православної традиції, а католицькі книги іменують «євангеліаріями» або «євангелістаріями (для євангельських текстів) і лекціонаріями (для збірників всіх біблійних читань).
У січні 2023 року єпископ Команський Михаїл (Аніщенко), у співпраці з ініціативною групою, очолив процес видання богослужбового Євангелія у форматі апракос (лекціонарій)  українською мовою. Це перше за кілька століть Євангеліє-апракос українською є новим, вдосконаленим перекладом з грецької, видане в православному середовищі для богослужбового вжитку за прикладом грецької літургійної традиції. Перше видання цього напрестольного Євангелія було здійснено за фінансової підтримки УПЦ США та розповсюджувалося безкоштовно. Окрім того, на офіційній сторінці Ставропігії було розміщено електронну версію богослужбового Євангелія у форматі epub для безкоштовного завантаження.

## Дивись також
Список євангелій-апракосів
Апостол (книга)
Богослужбові книги